# Lingua ashkun
L'ashkun è una lingua appartenente alla famiglia linguistica delle lingue indoiraniche (ramo nuristani), parlata in Afghanistan, nelle province del Nurestan e di Konar dalle tribù Âṣkuňu, Saňu e Grâmsaňâ. Il primo nome con cui vennero riconosciute queste tribù fu Ashkun, con cui vennero segnalate da George Scott Robertson nel 1896.

## Dialetti
L'Ashkun viene parlato in parecchi dialetti nel Niuristan sud-occidentale. La gran parte degli Askuru abita la valle dell'Askugal, che sfocia a sud-ovest nel fiume Alingar. Tale popolo parla un dialetto abbastanza diverso da quello dei popoli vicini, nella Titin Valley, più a sud. Gli abitanti della Bajaygol Valley parlano un terzo dialetto. Sulle montagne, ad est degli Askuru, vivono altre due tribù, ognuna col proprio dialetto, attorno ai villaggi di Wama e Gramsaragram.